# Schrei so laut du kannst
A Schrei so laut du kannst a német Tokio Hotel 2005-ben megjelent bemutatkozó albumának kibővített változata, ami 2006-ban jelent meg.

## Az album dalai
|     | Cím                            | Hossz |
| --- | ------------------------------ | ----- |
| 1.  | Schrei                         | 3:18  |
| 2.  | Durch den Monsun               | 3:58  |
| 3.  | Leb' die Sekunde               | 3:47  |
| 4.  | Rette mich                     | 3:50  |
| 5.  | Freunde bleiben                | 3:44  |
| 6.  | Ich bin nich' ich              | 3:50  |
| 7.  | Wenn nichts mehr geht          | 3:55  |
| 8.  | Lass uns hier raus             | 3:07  |
| 9.  | Gegen meinen Willen            | 3:37  |
| 10. | Jung und nicht mehr jugendfrei | 3:24  |
| 11. | Der letzte Tag                 | 3:05  |
| 12. | Unendlichkeit                  | 2:27  |
| 13. | Beichte                        | 3:33  |
| 14. | Schwarz                        | 3:21  |
| 15. | Thema nr. 1 - demo 2003        | 3:14  |